# 取箇帳
取箇帳（とりかちょう）は、江戸時代に江戸幕府の幕府領（天領）を治める代官所から江戸にある勘定所に対して毎年進達する帳簿の1つ。
田方の検見を行った後、代官が郡単位で定免・破免・検見に分けた上に次回に徴収する年貢（取箇）額および前10年分の年貢の増減実績と総額を記載して提出した。
提出を受けた勘定所では取箇帳に記載された年貢額が適正か否かを審査した上で代官に返却したが、前年よりも減少額が大きすぎると判断した場合には年貢の増徴を指示する場合もあった。返却を受けた代官を勘定方に請書を提出した上で年貢割付や成箇郷帳を作成して実際の年貢徴収事務にあたった。